# Škoda Scala
A Škoda Scala a Škoda Auto 2018-ban bemutatott kompakt kombilimuzin autómodellje, mely a Volkswagen-konszern MQB-A0 platformjára épül. Csomagtere különösen kedvező méretű.
1-1,5 literes benzinmotorokkal, illetve 1.6 l-es turbódízel motorral kínálják. Méretei alapján a Volkswagen Golf riválisa.

## Története
Elődje a Škoda Rapid volt. A Rapid helyett a Scala tölti be az Octavia és a Fabia modellek közti űrt.

## Képgaléria

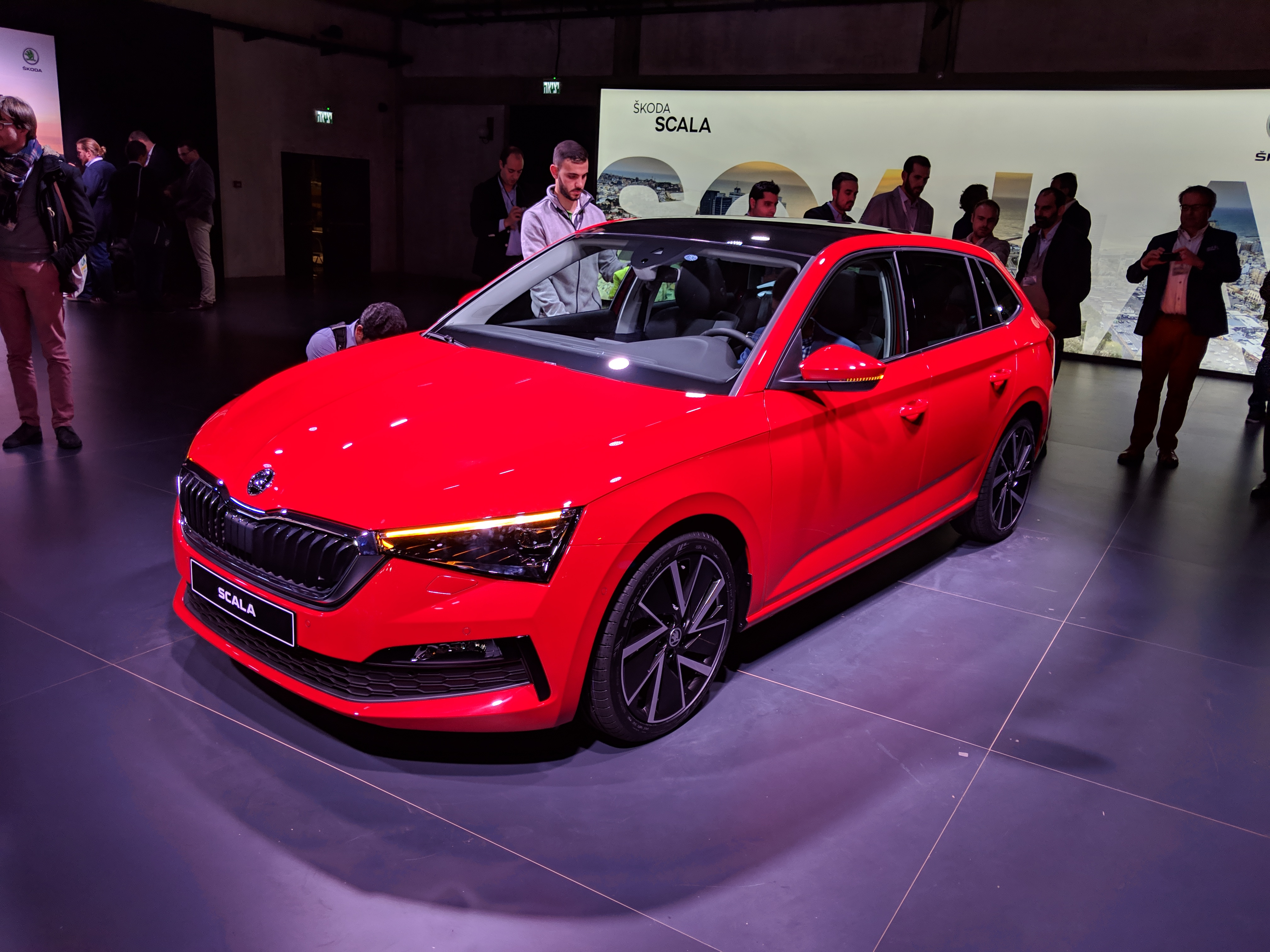
Tel Aviv (2018)
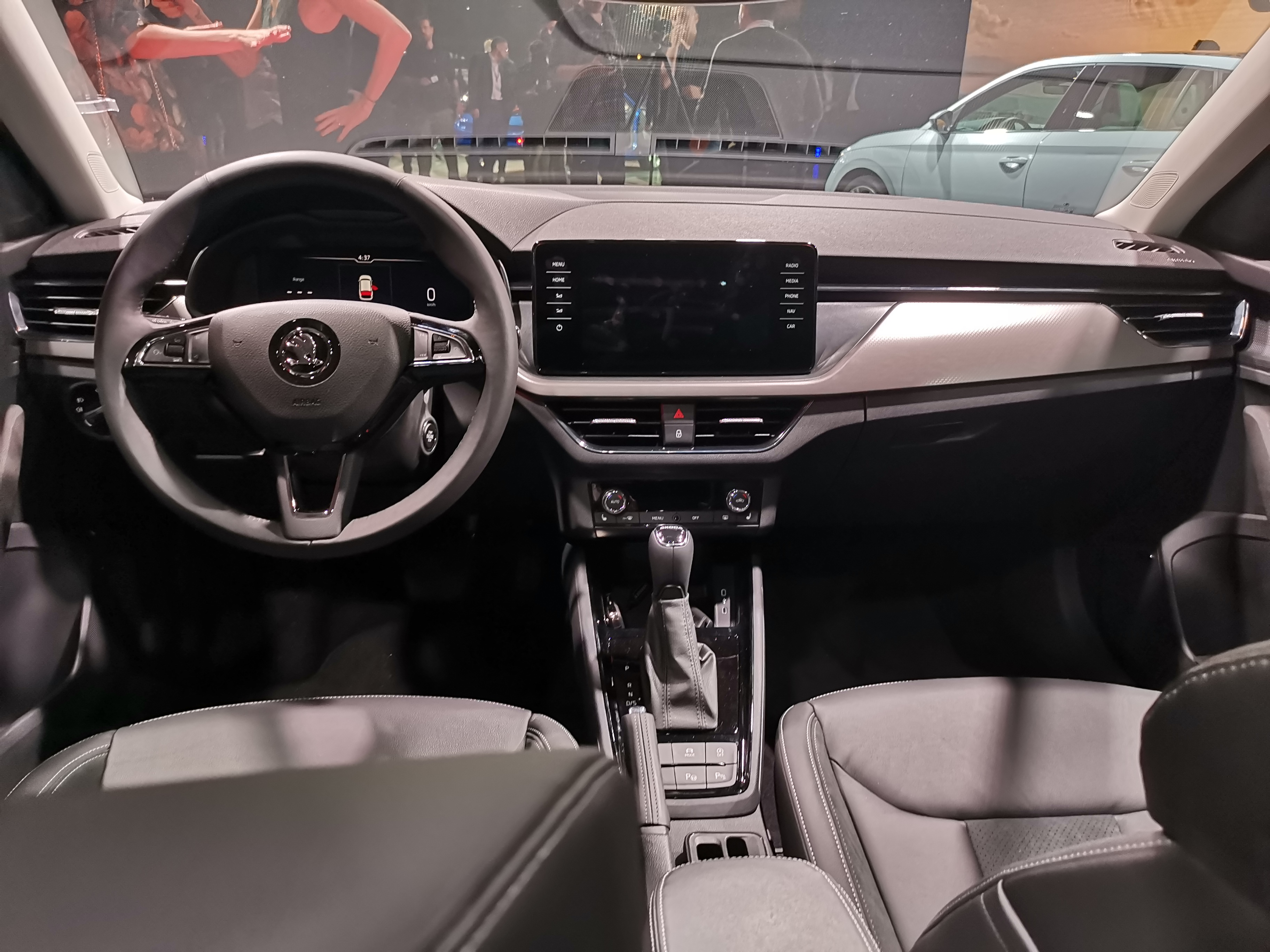
Tel Aviv (2018)
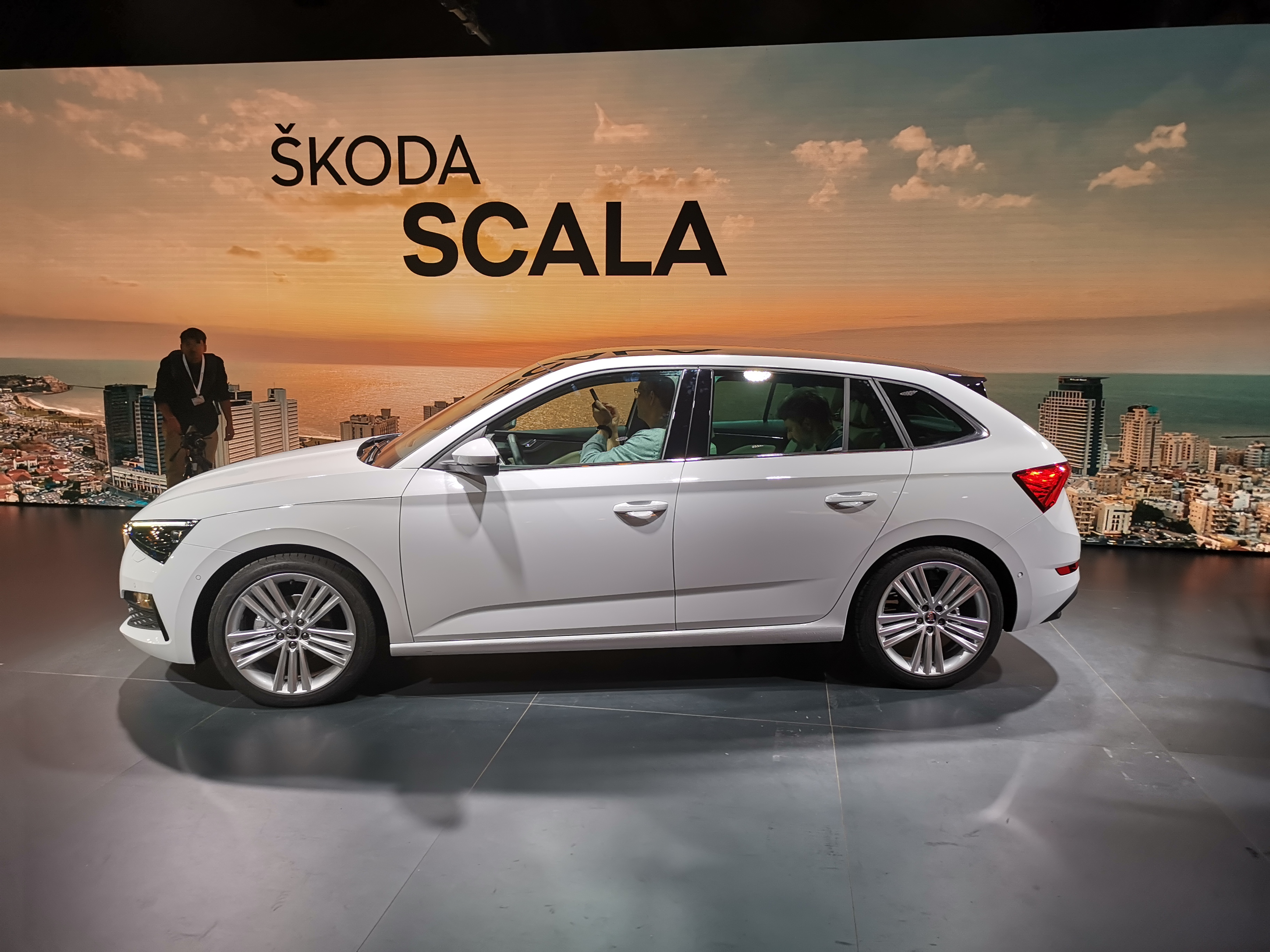
Tel Aviv (2018)
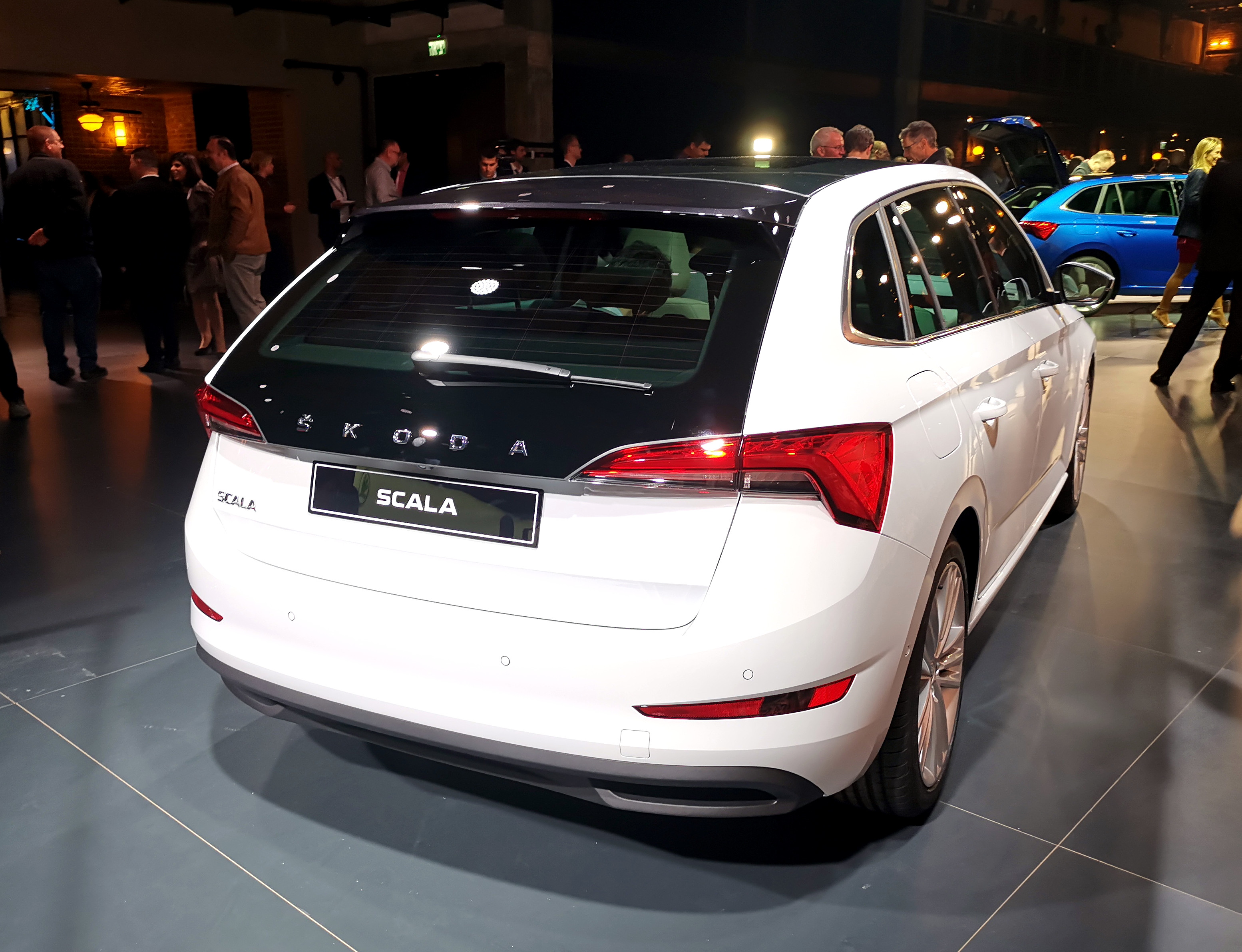
Tel Aviv (2018)
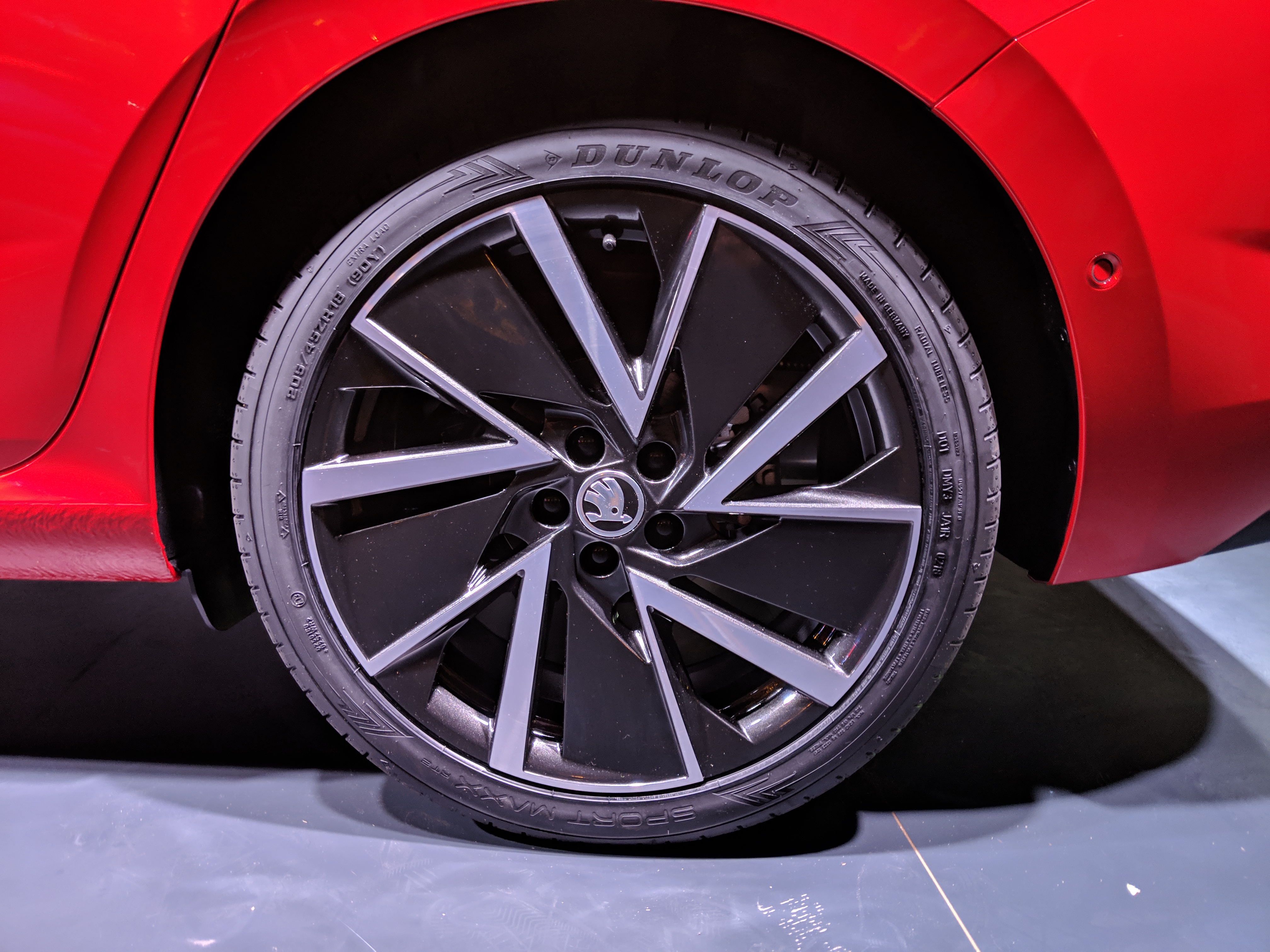
Tel Aviv (2018)
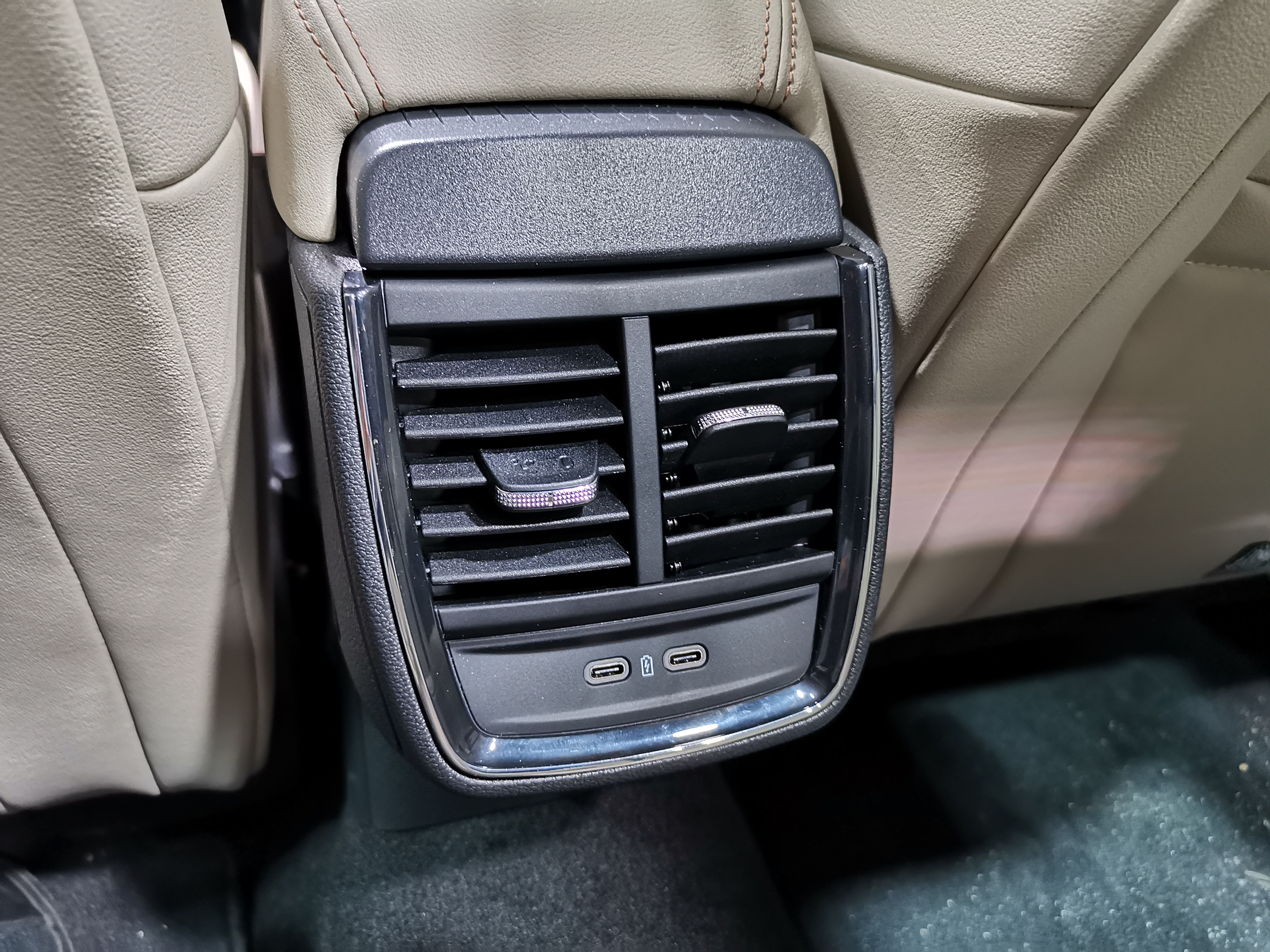
Tel Aviv (2018)
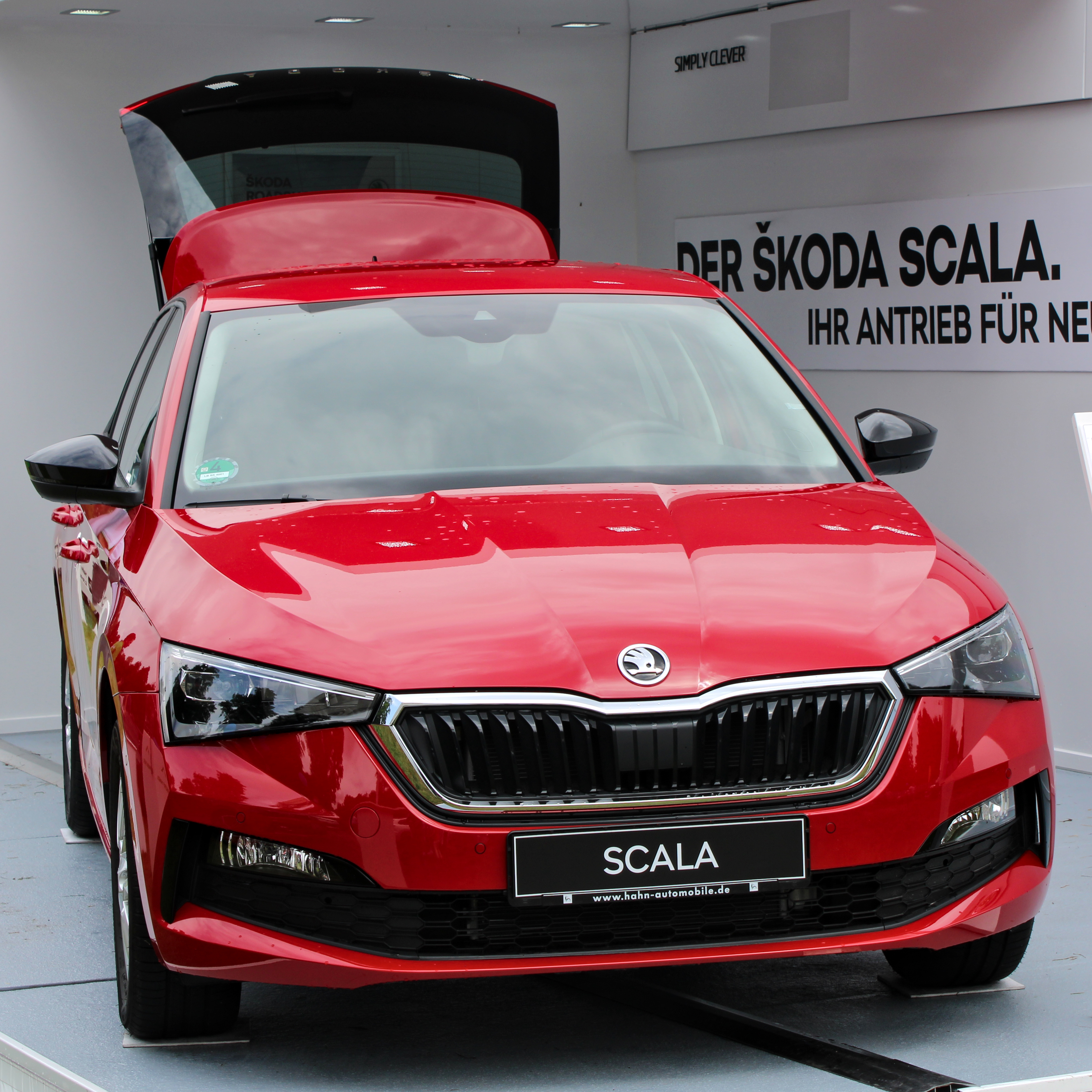
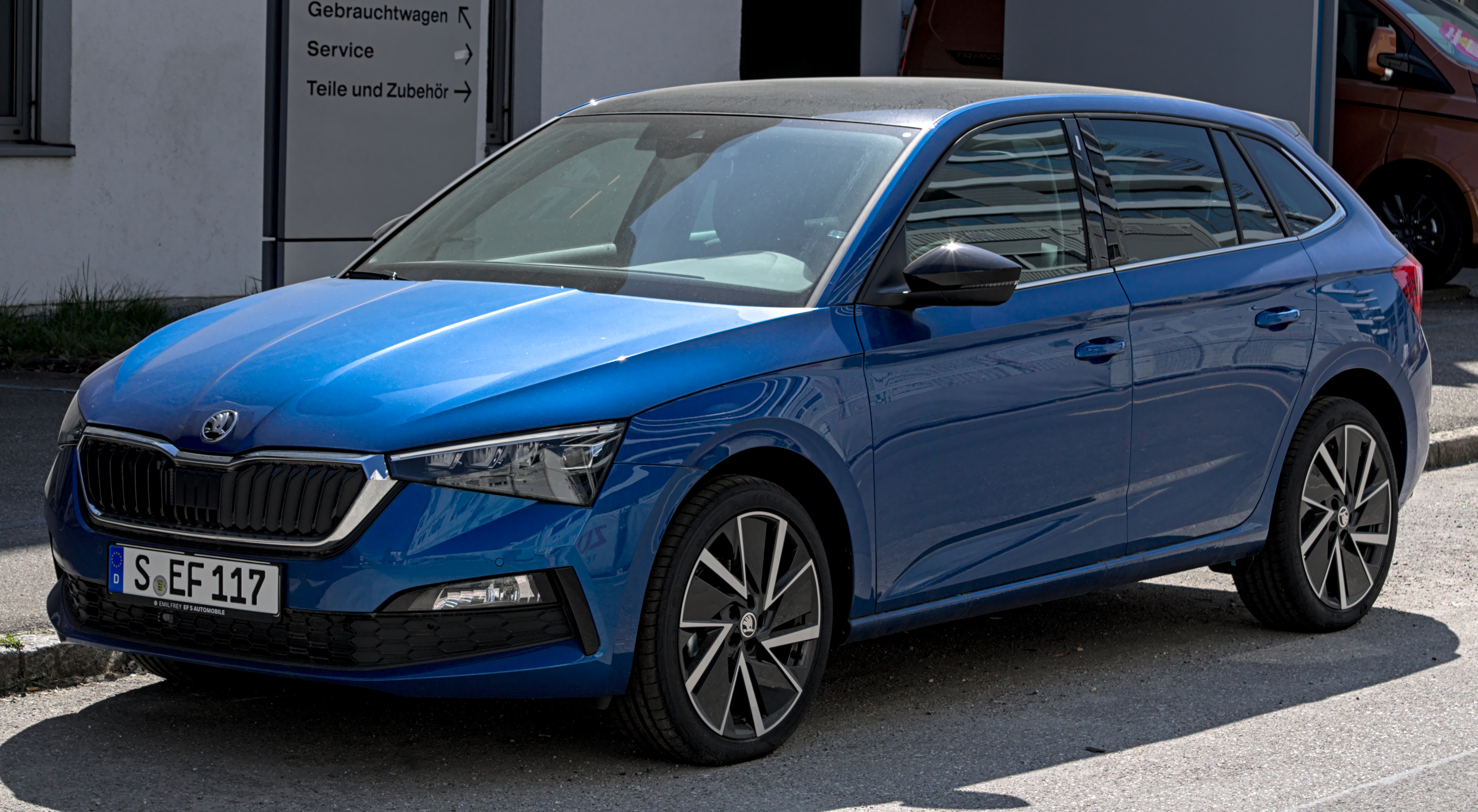
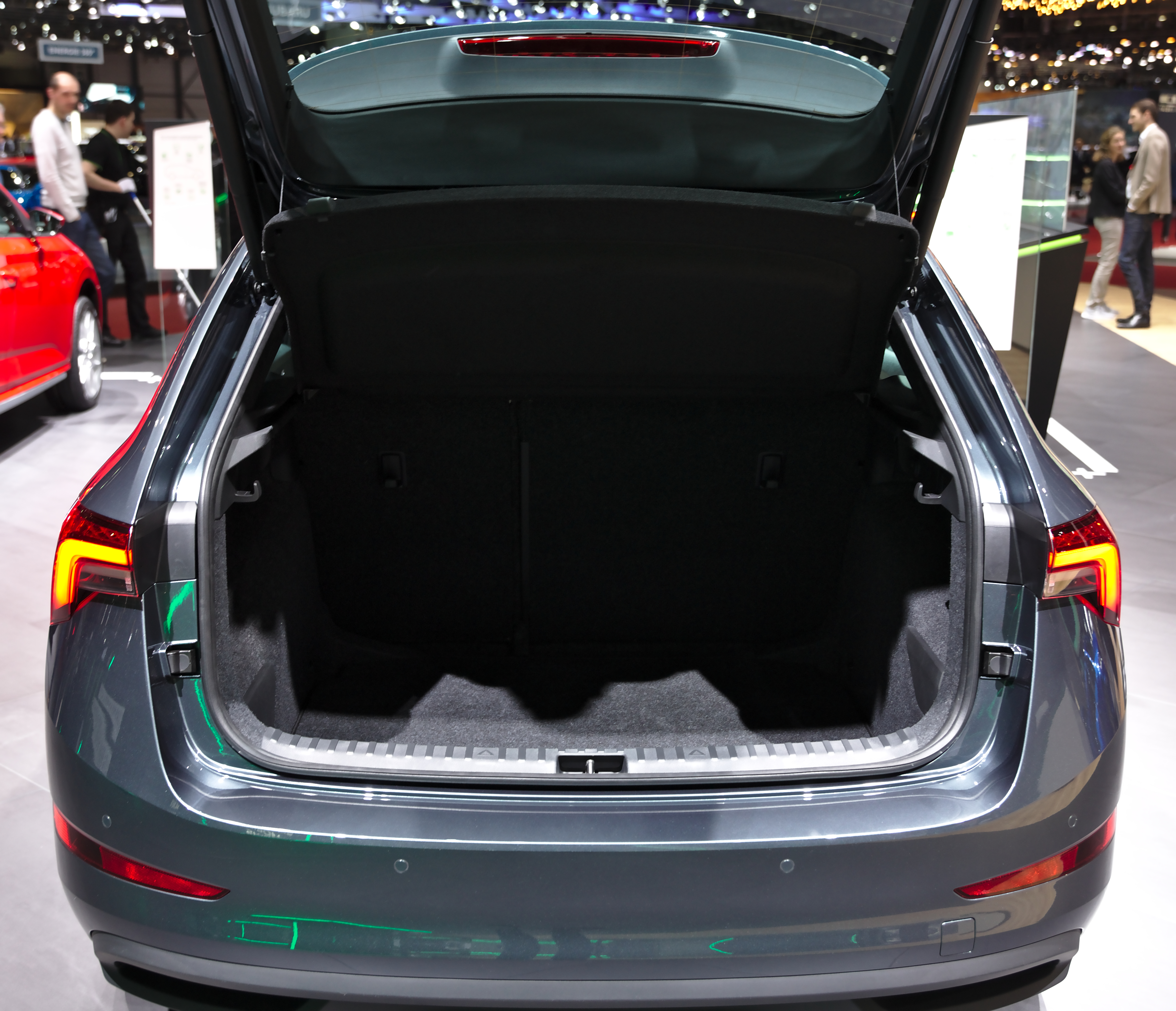
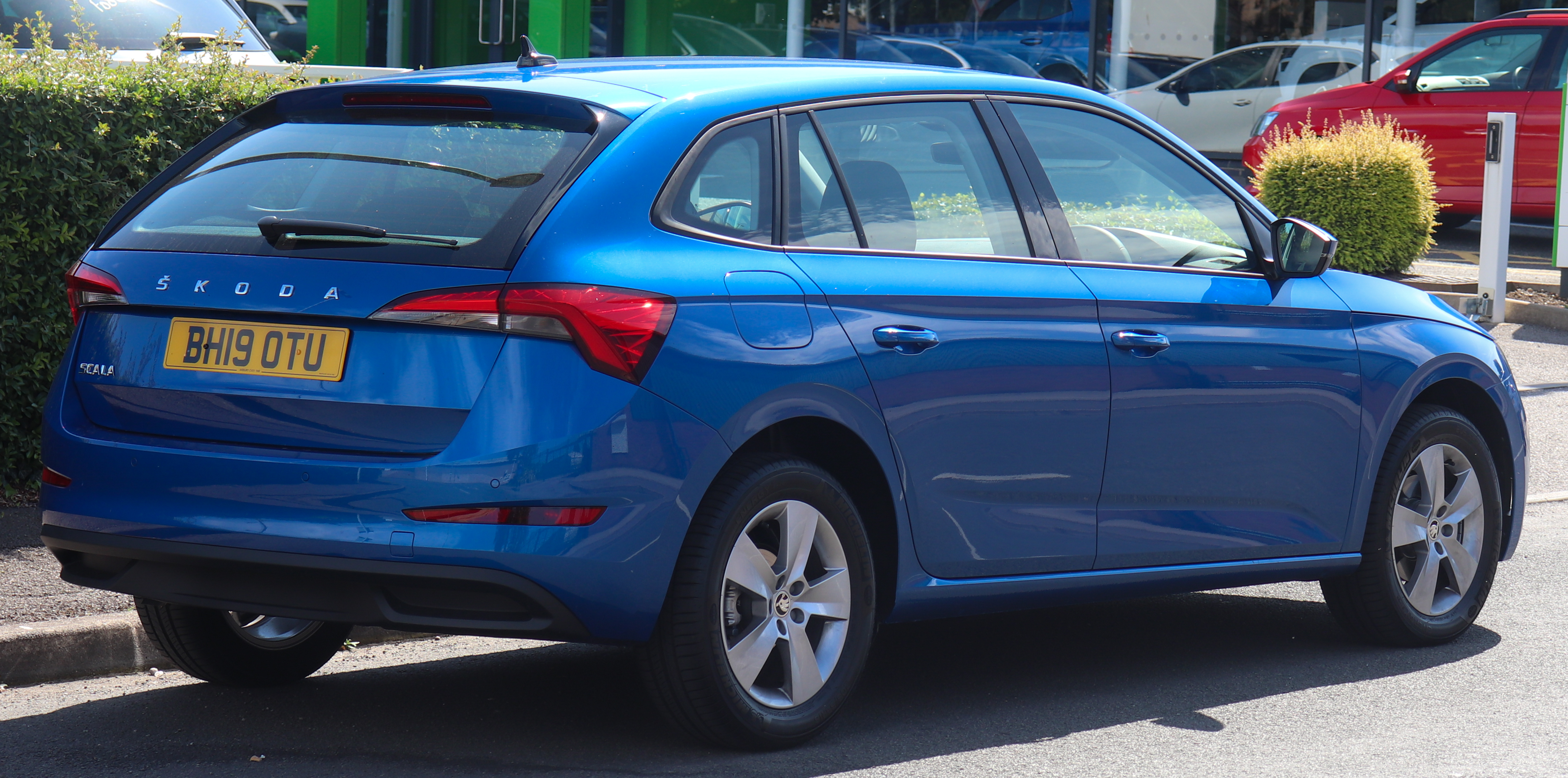
Skoda Scala SE TDi 1.6. hátulnézetből (2019)